# Towje Kleiner
Towje Kleiner (* 4. April 1948 als Towje Wolfgang Kleiner in Föhrenwald, heute Stadtteil der Stadt Wolfratshausen, Bayern; † 9. Januar 2012 in München) war ein deutscher Schauspieler und Drehbuchautor.

## Leben und Karriere
Geboren als Sohn jüdischer Eltern, die den Holocaust überlebt hatten, wuchs er in Israel, Schweden, Kanada, England, Argentinien und Deutschland auf. Kleiner gab sein Bühnendebüt 1967 am Yiddish Theatre in Israel, wo er bis 1969 tätig war.
Kleiner wurde einem breiteren Publikum Anfang der 1980er Jahre mit der Hauptrolle in Helmut Dietls Fernsehserie Der ganz normale Wahnsinn bekannt. Diese Serie brachte ihm den Durchbruch als Schauspieler. Von den Medien wurde er in dieser Zeit als „bayerischer Woody Allen“ bezeichnet. Zuvor spielte er schon in Dietls Serie Münchner Geschichten (1974) die Rolle des Achmed. Außerdem war Kleiner in den Serien Der Sonne entgegen (1984–1985) sowie Wenn das die Nachbarn wüßten (1990–1991) zu sehen. Den Schiffskoch Odessi spielte er im Kinderfilm Pumuckl und der blaue Klabauter von 1994 und der daran anknüpfenden Fernsehserie Pumuckls Abenteuer von 1999. Kleiner verkörperte in seinen Rollen meist auf liebenswerte Weise hektisch-chaotische Charaktere. Auch als Werbefigur für die Firma Bahlsen wurde der Schauspieler bekannt. Schon Anfang der 1970er Jahre warb er für Campari in Österreich mit dem geflügelten Wort „Wo ist der Campari?“
In seinen letzten Lebensjahren zog sich Kleiner zurück und verbrachte viel Zeit in Israel, wo er Schauspielunterricht gab. Er starb am 9. Januar 2012 im Alter von 63 Jahren an einem Herzinfarkt. Er wurde auf dem Neuen Israelitischen Friedhof am Nordfriedhof in München beigesetzt.

## Filmografie
- 1971: Aktenzeichen XY … ungelöst (Fernsehreihe, Sendung vom 22. Januar 1971)
- 1971: Der Fall Eleni Voulgari (Fernsehfilm)
- 1973: Ein Fall für Männdli (Fernsehserie), Die große Chance, Kellner Silvano (Staffel 1, Episode 6)
- 1973: Tatort – Weißblaue Turnschuhe, Fernsehserie, Folge 30
- 1974: Die Akte Odessa
- 1974: Münchner Geschichten (Fernsehserie)
- 1975: LH 615 – Operation München
- 1976: Tatort – Zwei Leben, Fernsehserie, Folge 61
- 1978: Geschichte einer Liebe
- 1978: SOKO München
- 1979: Der ganz normale Wahnsinn (Fernsehserie)
- 1979: Der Durchdreher. Regie: Helmut Dietl, Spielfilm zur Fernsehserie Der ganz normale Wahnsinn
- 1980: Tatort – Herzjagd, Fernsehserie, Folge 119
- 1981: Die Momskys oder Nie wieder Sauerkraut, Spielfilm. Regie: Philipp Sonntag
- 1982: Polizeiinspektion 1 – Möbel im Park, Fernsehserie, Folge 60
- 1982: Der Mann auf der Mauer
- 1982: Der Fall Sylvester Matuska, Spielfilm. Regie: Sandor Simo
- 1983: In Zeiten wie diesen …, Spielfilm. Regie: Wolfgang Bauer
- 1983: Polizeiinspektion 1 – Katzenjammer, Fernsehserie, Folge 91
- 1984: Ein Mann wie E.V.A.
- 1984: Der Schneemann
- 1984: Der Alte – Der Klassenkamerad, Fernsehserie, Staffel 8, Folge 11
- 1984: Ein Fall für zwei (Fernsehserie, Folge 26, Episode: „Zuckerbrot und Peitsche“)
- 1984–1985: Der Sonne entgegen (Fernsehserie)
- 1985: Die Krimistunde (Fernsehserie, Folge 13, Episode: „Der Ersatzmann“)
- 1985: Konzert für Alice
- 1986: Galoschen des Glücks (Galoše šťastia)
- 1986: Das Schweigen des Dichters, Spielfilm. Regie: Peter Lilienthal
- 1987: Die Krimistunde (Fernsehserie, Folge 25, Episode: „Die Macht des Gebetes“)
- 1987: Das Viereck, Fernsehfilm (NDR). Regie: Oliver Storz
- 1987: Großstadtrevier – Robin Hood (Fernsehserie)
- 1987: Beule oder Wie man einen Tresor knackt (Fernsehfilm)
- 1988: Das Traumauto, Fernsehfilm (NDR). Regie: Hajo Gies
- 1988: Die Männer vom K3 (Fernsehserie) – Spiel über zwei Banden
- 1989: Hugo und der liebe Gott, Fernsehfilm. Regie: Walter Davy
- 1989: Meister Eder und sein Pumuckl (Kinderserie), Folge 44
- 1989: Peter Strohm – Heißer Schmuck, Fernsehserie, Staffel 1, Folge 7
- 1990–1991: Wenn das die Nachbarn wüßten (Fernsehserie)
- 1994: Pumuckl und der blaue Klabauter (Kinofilm)
- 1997: Kowalsky, Fernsehserie
- 1999: Pumuckls Abenteuer (Kinderserie)
- 2002: Schlosshotel Orth – Der Kochkurs, Fernsehserie, Staffel 6, Folge 11